# Alin Lupeică
Florin Alin Lupeică (* 6. března 1973 Jasy, Rumunsko) je bývalý rumunský sportovní šermíř, který se specializoval na šerm šavlí. Rumunsko reprezentoval v devadesátých letech a na přelomu tisíciletí. Na olympijských hrách startoval v roce 1992, 1996 a 2000 v soutěži jednotlivců a družstev. V soutěži jednotlivců se na olympojských hrách výsledkově neprosadil. V roce 1993 obsadil třetí místo na mistrovství Evropy v soutěži jednotlivců. S rumunským družstvem šavlistů obsadil na olympijských hrách 1992 a 2000 čtvrté místo. V roce 1994 a 2001 vybojoval s rumunským družstvem třetí místo na mistrovství světa a v roce 1999 druhé místo na mistrovství Evropy.